# Charles Bernstein (poeta)
Charles Bernstein (4 de abril de 1950) es un poeta, teórico, editor, y profesor de literatura estadounidense.
Es uno de los más prominentes miembros de Poetas del Lenguaje (la revista de poetas de L=A=N=G=U=A=G=E).  En 2005, Bernstein recibió el premio Dean's Award por Innovación en Educación de la Universidad de Pensilvania. 
Estudió en la Universidad de Harvard, ha sido profesor visitante de Poesía, Poética, y Escritura Creativa en Universidad de Columbia, Universidad Brown, y Universidad de Princeton.
Charles Bernstein es autor de 16 libros, incluyendo All the Whiskey in Heaven: Selected Poems (Farrar, Straus, and Giroux, 2010),  Blind Witness: Three American Operas (Factory School, 2008), Girly Man (University of Chicago Press, 2006), y My Way: Speeches and Poems (Chicago, 1999). También ha publicado otras 16 plaquetas, numerosos ensayos, traducciones, libretos de ópera.

## Obra

### Antologías
- Allen, Donald, ed. The New American Poetry 1945-1960. New York: Grove Press, 1960.

- Andrews, Bruce, Charles Bernstein, eds. The "L=A=N=G=U=A=G=E" Book. Carbondale: Southern Illinois University Press, 1984.

*
Bernstein, Charles, ed. "Language Sampler," Paris Review, 1982.  ** "43 Poets (1984)." boundary 2  ** The Politics of Poetic Form: Poetry and Public Policy. New York: Roof, 1990.
*Hejinian, Lyn;  Barrett Watten, eds. "A Guide to Poetics Journal: Writing in the Expanded Field, 1982–1998." Wesleyan Univ. Press, 2013.
*Hoover, Paul, ed. Postmodern American Poetry: A Norton Anthology. New York: Norton, 1994.
*Messerli, Douglas, ed. Language Poetries. New York: New Directions, 1987.
*Silliman, Ron, ed. In the American Tree. Orono, Me. National Poetry Foundation, 1986; reimpreso, con nuevo epílogo, 2002. Una antología de la poesía de lenguaje que sirve como un manual muy útil.

### Libros: poética y crítica
*
Andrews, Bruce. Paradise and Method. Evanston: Northwestern Univ. Press, 1996.
*Beach, Christopher, ed. Artifice and Indeterminacy:  An Anthology of New Poetics. Tuscaloosa:  The Univ. of Alabama Press, 1998.
*Bernstein, Charles. Content's Dream: Essays 1975-1984. Los Angeles: Sun & Moon Press, 1985 ** A Poetics. Cambridge: Harvard Univ. Press, 1992 ** My Way; Speeches and Poems. Univ. of Chicago Press, 1999 ** Attack of the Difficult Poems: Essays and Inventions. Univ. of Chicago Press, 2011 ** "Pitch of Poetry." Univ. of Chicago Press, 2016.
*Davies, Alan. Signage. New York: Roof Books, 1987.
*Friedlander, Ben. Simulcast: Four Experiments in Criticism. Tuscaloosa: Univ. of Alabama Press, 2004.
*Hartley, George. Textual Politics and the Language Poets. Bloomington: Indiana Univ. Press, 1989.
*Hejinian, Lyn. The Language of Inquiry. Berkeley: Univ. of California Press, 2000.
*Howe, Susan. My Emily Dickinson. Berkeley: North Atlantic Books, 1988. Reimpreso, New Directions, 2007. ** The Birth-Mark: Unsettling the Wilderness in American Literary History. Middletown, CT: Wesleyan Univ. Press, 1993.
*Huk, Romana, ed. Assembling Alternatives: Reading Postmodern Poetries Transnationally. Middletown, Conn.: Wesleyan Univ. Press, 2003.
*Lutzkanova-Vassileva, Albena, "The Testimonies of Russian and American Postmodern Poetry: Reference, Trauma, and History." New York: Bloomsbury, 2013
*McCaffery, Steve. North of Intention: Critical Writings 1973-1986. New York: Roof Books, 1986. ** Prior to Meaning: The Protosemantic and Poetics. Evanston: Northwestern UP, 2001.
*Perelman, Bob. The Marginalization of Poetry: Language Writing and Literary History. Princeton, N.J. Princeton Univ. Press, 1996.
*Piombino, Nick. Boundary of Blur. New York: Roof Books, 1993. ** Theoretical Objects. Green Integer Press, 1999.
* Ratcliffe, Stephen. Listening to Reading. Abany, NY: State Univ. of New York Press, 2000.
*Reinfeld, Linda. Language Poetry: Writing as Rescue. Baton Rouge: LSU Press, 1992.
*Silliman, Ron. The New Sentence. New York: Roof Books, 1987. Colección inicial de conversaciones y ensayos que sitúan la poesía del lenguaje en el pensamiento político contemporáneo, la lingüística, y la tradición literaria. Ver esp. sección II.
*Scalapino, Leslie. How Phenomena Appear to Unfold. Elmwood: Potes & Poets, 1989. ** Objects in the Terrifying Tense / Longing from Taking Place. Roof Books, 1994. ** The Public World / Syntactically Impermanence. Wesleyan Univ. Press, 1999. ** How Phenomena Appear to Unfold. Litmus Press, 2011.
*Vickery, Ann. Leaving Lines of Gender: A Feminist Genealogy of Language Writing. Middletown, Conn.: Wesleyan Univ. Press, 2000.
*Ward, Geoff. Language Poetry and the American Avant-Garde. Keele: British Association for American Studies, 1993.
*Watten, Barrett. The Constructivist Moment: From Material Text to Cultural Poetics. Middletown, Conn.: Wesleyan Univ. Press, 2003. Ver esp. caps. 2 y 3. ** Total Syntax. Carbondale: Southern Illinois Univ. Press, 1984.

### Libros: género cruzado y escritura cultural
*
Armantrout, Rae. True. Berkeley, CA: Atelos, Small Press Distribution, 1998. ISBN 978-1-891190-03-2
*Armantrout, Rae. Collected Prose. San Diego: Singing Horse, 2007.
*Davies, Alan. Candor. Berkeley, CA, 1990.
*Perelman, Bob, et al. The Grand Piano: An Experiment in Collective Autobiography. Detroit, MI: Mode A/This Press, 2006. ISBN 978-0-9790198-0-7 - este trabajo se describe como un experimento en curso en la autobiografía colectiva de diez escritores identificado con la poesía del Lenguaje en San Francisco. El proyecto constará de 10 volúmenes en total.
*Piombino, Nick. Fait Accompli. Queens, NY: Factory School, 2006.
*Scalapino, Leslie. Zither & Autobiography. Middletown, CT: Wesleyan, 2003.
*Silliman, Ron. Under Albany. Cambridge, UK: Salt Publishing, 2004. ISBN 978-1-84471-051-5
*Watten, Barrett. Bad History. Berkeley, CA: Atelos

### Artículos
- Bruce Andrews, "L=A=N=G=U=A=G=E," in The Little Magazine in Contemporary America, ed. Ian Morris & Joanne Diaz (Chicago: Univ. of Chicago Press, 2015)[7]

- Charles Bernstein, "The Expanded Field of L=A=N=G=U=A=G=E," Routledge Companion to Experimental Literature, ed. Joe Bray, Alison Gibbons, Brian McHale (2012)

- Michael Greer, "Ideology and Theory in Recent Experimental Writing or, the Naming of "Language Poetry," límite 2, v. 16, N° 2/3 (invierno - primavera, 1989) p. 335–355

- Perloff, Marjorie. "The Word as Such: LANGUAGE: Poetry in the Eighties." American Poetry Review (mayo–junio de 1984), 13(3):15-22.[8]

- Bartlett, Lee, "What is 'Language Poetry'?" Critical Inquiry 12 (1986): 741-752. Disponible en JStor.

## Honores

### Membresías
- 2006: electo de la American Academy of Arts and Sciences.[9]